# Chaetonotus mariae
Chaetonotus mariae är en djurart som tillhör fylumet bukhårsdjur, och som beskrevs av Todaro 1992. Chaetonotus mariae ingår i släktet Chaetonotus och familjen Chaetonotidae. Inga underarter finns listade i Catalogue of Life.